# Microdrassus inaudax
Microdrassus inaudax (Simon, 1898) è un ragno appartenente alla famiglia Gnaphosidae.
È l'unica specie nota del genere Microdrassus.

## Distribuzione
L'unica specie oggi nota di questo genere è stata rinvenuta alle isole Seychelles.

## Tassonomia
A seguito di un'analisi dell'esemplare femminile attribuito a questa specie, l'aracnologo Platnick ha definito che non si tratta di uno gnafoside in una comunicazione per corrispondenza.
Dal 2010 non sono stati esaminati altri esemplari, né sono state descritte sottospecie al 2015.